# Casa Agustí
La Casa Agustí és un edifici modernista de Badalona que data del 1880 fet per l'arquitecte Domènech i Montaner per a l'enginyer Eduard Agustí i Saladrigas, a la confluència del carrer Roger de Flor (també dit de les flors) amb "la Rambleta" (actualment plaça Pep Ventura).
També s'anomenava el castell del Doctor Agustí per les formes escalades de la vora superior i l'ofici de metge d'un estadant de la família Agustí.
En la dècada dels cinquanta (1950) hostatjà l'Institut Albéniz de Badalona (escola de secundària) i als estius s'hi feien cursos per entretenir els més menuts.
A la dècada dels noranta hostatjà una botiga de motocicletes. Actualment (2022) hi ha una cafeteria / restaurant. El lloc va sortir als diaris el 2007 perquè les obres d'allargament de la Línia 2 del Metro van causar esquerdes a la façana.